# Gasparia pluta
Gasparia pluta är en spindelart som beskrevs av Forster 1970. Gasparia pluta ingår i släktet Gasparia och familjen Desidae. Inga underarter finns listade i Catalogue of Life.